# REACH
REACH je zkratka pro chemickou politiku Evropské unie, která vychází z jeho obsahu – registrace, evaluace (hodnocení), autorizace (povolování) a omezování chemických látek.

## Nařízení REACH
REACH vstoupil v platnost 1. června 2007 na základě nařízení Evropského parlamentu a Rady (ES) č. 1907/2006 z 18. prosince 2006 a týká se látek vyráběných v EU nebo do ní dovážených v množství větším než 1 tuna ročně, které musí být během 11 let postupně registrovány. Nahradil několik desítek starých právních předpisů a proto se o něm někdy mluví jako o jednom z nejsložitějších nařízení Evropské unie.
Odstavec 1 úvodu nařízení uvádí: „Toto nařízení by mělo zajistit vysokou úroveň ochrany lidského zdraví a životního prostředí a volný pohyb látek samotných a obsažených v přípravcích a v předmětech a současně zvýšení konkurenceschopnosti a inovace ... rovněž by mělo podpořit rozvoj alternativních metod hodnocení rizik látek.“
V současnosti platí oprava textu nařízení z 29. května 2007.
Za registraci látek budou zodpovědní jejich výrobci a dovozci. Evaluaci bude provádět Evropská agentura pro chemické látky. V roce 2009 by měla zveřejnit předběžný seznam nejnebezpečnějších chemických látek, jež budou muset podstoupit autorizaci.
Agentura sice provede konečné posouzení látky, ale autorizaci vydá Evropská komise.

## Implementace REACH
Komise členských státu Evropská agentura pro chemické látky se dohodla na svém zasedání 7. a 8. října v Helsinkách na tom, že 14 chemických látek vzbuzující značné znepokojení se stane předmětem autorizace. Následně 28. října 2008 Evropská agentura pro chemické látky (ECHA) zveřejnila oficiální seznam 15 kandidátních nebezpečných chemikálií pro autorizaci v rámci směrnice REACH. V lednu 2009 Evropská agentura pro chemické látky vybrala 7 prioritních nebezpečných chemikálií na prioritní seznam látek pro autorizaci. Mezi těmito látkami jsou hexabromocyklododekan (HBCD), chlorované parafíny s krátkým řetězcem (SCCPs), tři ftaláty (DEHP, DBP, BBP), xylenové pižmo a diaminodifenyletan (DMA).
V lednu 2010 bylo na seznam látek vzbuzujících mimořádné obavy zařazeno dalších 14 chemických látek.

## Právo na informace pro spotřebitele
Nařízení REACH stanoví povinnost poskytovat spotřebitelům informace o výskytu nebezpečnějších látek zařazených na kandidátní listinu („látek vzbuzujících mimořádné obavy“). Jde o látky karcinogenní, mutagenní, reprotoxické, perzistentní, bioakumulativní a toxické. Spotřebitelé tedy mohou od prosince 2008 požadovat informace o obsahu látek vzbuzujících mimořádné obavy a při nákupu se pak vyhnout zboží s některou nebezpečných látek.
Během roku 2009 naplňování tohoto práva v praxi otestovalo sdružení Děti Země. Zaslalo desítkám významných prodejců dotazy na obsah látek vzbuzujících mimořádné obavy v prodávaném zboží. Obchodní řetězce Hornbach, Asko nábytek, Koberce Trend, Svět koberců, Kik textil a Non-Food, Rossmann a Schlecker vůbec neodpověděly, další firmy poslaly formální odpověď neodpovídající na otázku o obsahu látek vzbuzujících mimořádné obavy (např. Tesco, Electro World, Billa, Lidl, Norma). Firmy Globus, OBI, Baumax odepsaly, že neprodávají zboží obsahují nebezpečné chemikálie ze seznamu, ale provedené laboratorní analýzy odhalily reprotoxické ftaláty či vysoce perzistentní a bioakumulativní bromovaný zpomalovač hoření (hexabromocyklododekan).

## Zkratka a její výslovnost
Zkratka REACH pochází z anglického "the Registration, Evaluation, Authorisation and Restriction of Chemicals" a do češtiny se překládá jako "registrace, hodnocení, povolování a omezování chemických látek". Vyslovuje se [ríč].

## Klíčová data
REACH je rozfázován do období jedenácti let.
- 18. prosince 2006 – nařízení REACH schváleno
- 29. května 2007 – oprava textu nařízení REACH
- 1. června 2007 – nařízení REACH vstoupilo v platnost
- od 1. června 2008 do 1. prosince 2008 – období tzv. předběžné registrace
- 1. června 2018 – končí možnost registrace posledních chemických látek dovážených či vyráběných v množství nad 1 tunu

## Evropská agentura pro chemické látky
Evropská agentura pro chemické látky (ECHA) zahájila svou činnost v červnu 2007 a své plně funguje od června 2008. Její sídlo je ve finských Helsinkách.

## Počítačové zabezpečení
Zabezpečený počítačový systém, ve kterém jsou evidována veškerá data, se nazývá REACH-IT. Centrální servery se nacházejí v Helsinkách.
K předregistraci chemických látek, k registraci chemických látek a k dalším účelům byl vyvinut software IUCLID 5 (vyslovuje se [juklid]).

## REACH v Česku
REACH, jakožto nařízení vydané legitimními orgány Evropské unie, platí pro Českou republiku automaticky. Příslušným orgánem pro implementaci REACH v České republice bylo stanoveno Ministerstvo životního prostředí. Pravomoci vymáhat uplatňování REACH v České republice má Česká inspekce životního prostředí.
Dne 18. července 2008 schválil Senát PČR novelu zákona o chemických látkách, která směrnice implementuje do české legislativy. Prezident Václav Klaus 11. srpna novelu vetoval, ale 23. září Poslanecká sněmovna PČR jeho veto přehlasovala.